# Hestina seoki
Hestina seoki är en fjärilsart som beskrevs av Shirôzu 1955. Hestina seoki ingår i släktet Hestina och familjen praktfjärilar. Inga underarter finns listade i Catalogue of Life.